# Koninklijke Studenten Schietvereeniging
De Koninklijke Studenten Schietvereeniging (kortweg K.S.S. of De oudst Koninklijke) is een Nederlandse studentenweerbaarheid die onderdeel uitmaakt van het Amsterdamsch Studenten Corps, waar enkel mannelijke leden van het A.S.C./A.V.S.V. lid van kunnen worden.

## Karakteristieken
De K.S.S. is de laatste en oudste ongemengde interdisputaire subvereniging binnen het A.S.C./A.V.S.V. De K.S.S. is de enige subvereniging van het A.S.C./A.V.S.V. die - sinds 1888 - het predicaat "Koninklijk" draagt. Onder de weerbaarheden is de K.S.S. de eerste die het predicaat "Koninklijk" heeft ontvangen (1888), en wordt daarom ook wel "De oudst Koninklijke" genoemd. Het moederregiment van de K.S.S. is het Korps Veldartillerie.

## Geschiedenis

### Voorgeschiedenis
Toen Napoleon in 1815 na zijn ontsnapping van Elba, met zijn legers richting de Nederlanden trok, reisden Amsterdamse studenten in de beweegbare schutterijen naar Frankrijk. In de Slag bij Waterloo werden de Fransen echter definitief verslagen, zonder dat de studenten er aan te pas waren gekomen.
Er is pas weer sprake van Weerbare Amsterdamse studenten toen de Belgen in 1830 tegen de Noordelijke Nederlanden in opstand kwamen. In de diverse studentensteden werden al snel Studenten Korpsen opgericht, zo ook in Amsterdam. Bij Leuven kwam het tot een beslissende slag, na een glorieuze overwinning werd de reis terug naar Amsterdam een zegetocht. In de hoofdstad aangekomen, werden de studenten binnen gehaald met prijzende redevoeringen van de hoogleraren Den Tex en Van Lennep.
In 1832 kwamen de Studentenkorpsen opnieuw onder de wapenen, dit keer nadat het Franse leger zich had klaargemaakt om de laatste Nederlandse troepen uit België te verwijderen. De Studentenkorpsen zijn toen echter niet in actie gekomen, en na de val van het Citadel van Antwerpen keerden de Amsterdamse Schutters weer terug naar Amsterdam. In 1834 werden de Korpsen definitief ontbonden.

### Oprichting
De historie van de K.S.S. gaat terug naar het jaar 1880. In de jaren 1877-1881 worstelde Transvaal om haar vrijheid, die haar in 1876 ontnomen was. Dit riep de weerbaarheidgedachte bij de studenten wakker, zoals ook de Belgische opstand in 1830 had gedaan. Om vorm te geven aan deze gedachte werd in februari 1881 een bijeenkomst gehouden, waar het ontwerp van de Amsterdamsche Studenten Schietvereeniging (A.S.S.) gemaakt werd.
Alhoewel de eerste vergadering van het gezelschap in maart 1881 gehouden werd, is de Koninklijke goedkeuring pas op 16 juli gekomen en zou het tot de herfst duren voordat er wapens en munitie voorhanden waren. Op 26 november 1881 vond de eerste schietoefening plaats op de banen van "Claudius Civilus" te Amsterdam. Deze eerste schietoefening werd zo belangrijk geacht, dat de datum van 26 november als Dies werd gekozen. Op 12 augustus 1888 verleende Z.M. Koning Willem III de jonge vereniging als eerste der Weerbaarheden, het predicaat "Koninklijk".
In de jaren die volgden werd op de 100 en 150 meter geschoten met Beaumonts en de nieuwere Remington geweren. Ook werd met Flobert en revolver geschoten. In 1895 vormden de leden een vaandelwacht ter ontvangst en begeleiding van generaal J.A. Vetter bij diens aankomst in Amsterdam.

### Twintigste eeuw

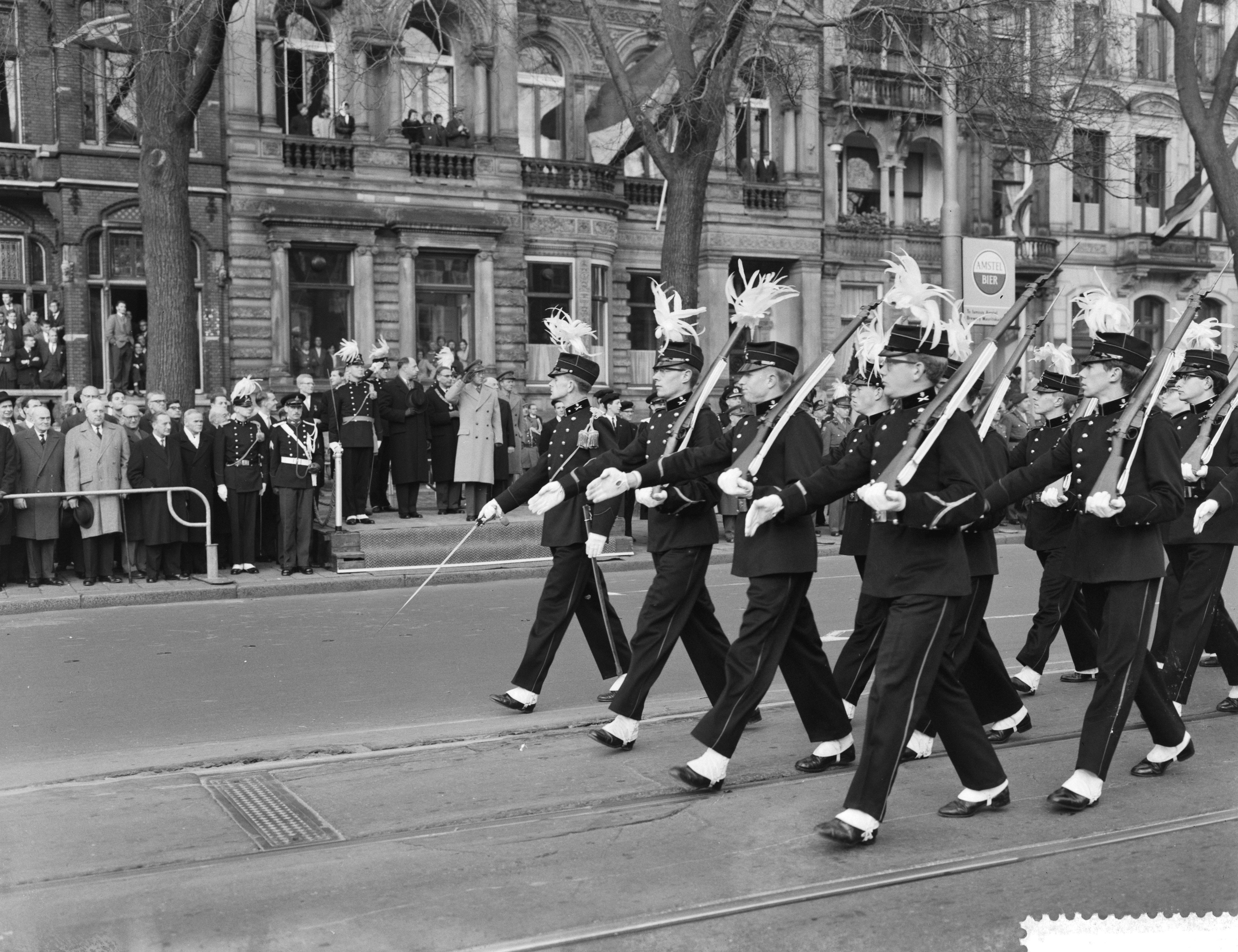
Parade van de K.S.S. ter gelegenheid van het 16e Lustrum der K.S.S.

In het begin van de 20e eeuw gaven zich slechts weinig nieuwe leden op, en het gehalte van hen evenaarde dat van hun voorgangers niet. In deze jaren werd de K.S.S. wel verweten "aristocratisch en militair" te zijn, wat de populariteit enigszins drukte in een omgeving van studenten met socialistische ideeën.

Bij het 25-jarig bestaan van de vereniging aanvaardde Z.K.H. Prins Hendrik der Nederlanden het Beschermheerschap. Vele malen heeft de K.S.S. blijk gegeven van trouw aan het Koningshuis, zoals de erewacht in 1898 te Amsterdam bij de inhuldiging van H.M. Koningin Wilhelmina, tezamen met de weerbaarheden uit Utrecht, Leiden en Delft. Ook bij het huwelijk van H.K.H. Prinses Juliana met Z.K.H. Prins Bernhard in 1937 werd een gezamenlijke studentenerewacht geformeerd bij de Grote Kerk te 's Gravenhage. De Amsterdamse sectie, onder commando van Joseph Luns, verscheen bij deze gelegenheid in nieuwe uniformen. Op 28 mei 1938 aanvaardde Z.K.H. Prins Bernhard het beschermheerschap.

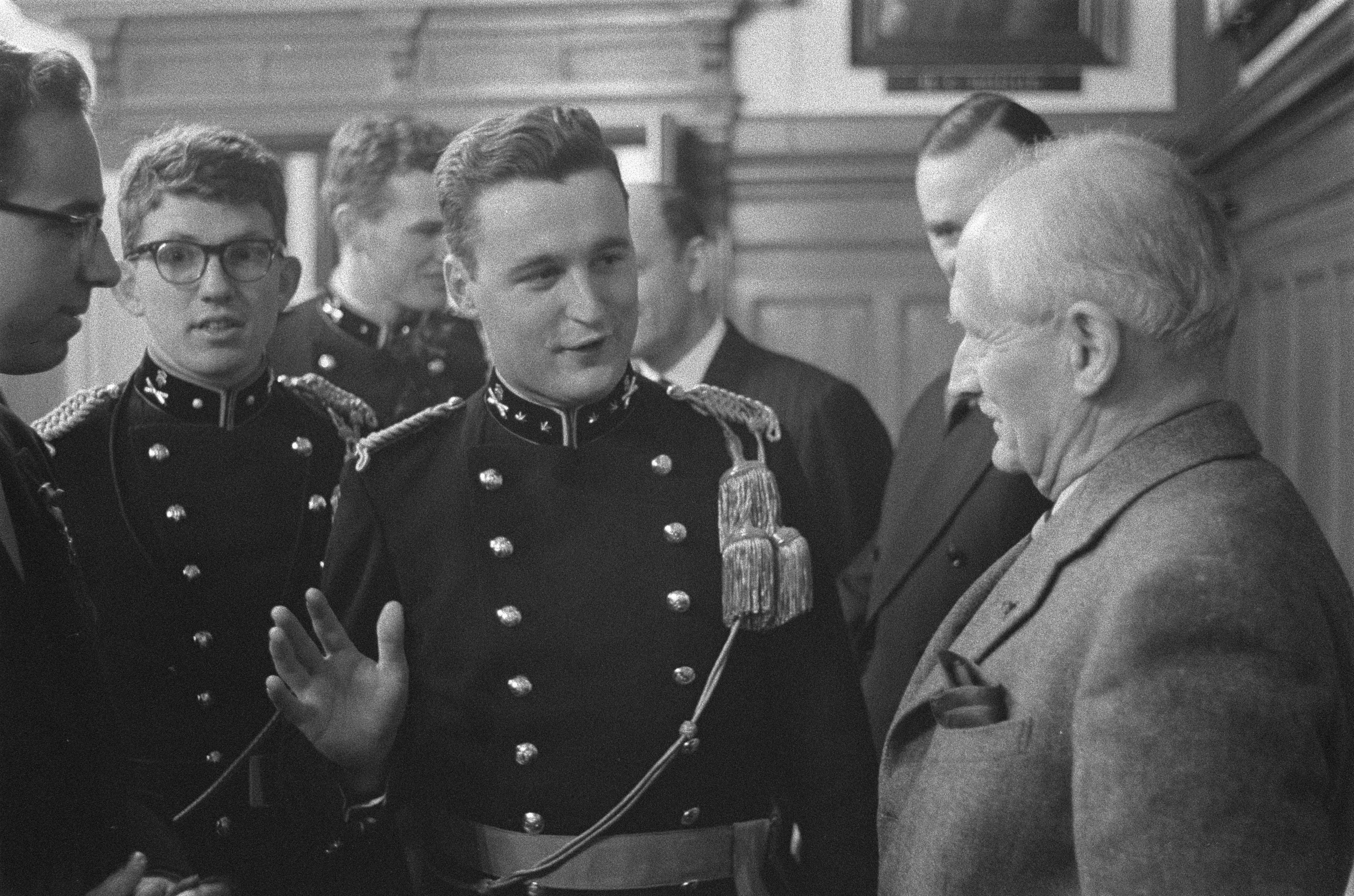
Praeses der K.S.S. de heer B.Th.W. van Notten samen met Veldmaarschalk Bernard Montgomery bij de lezing van Montgomery op 9 november 1960 in de aula van de Gemeentelijke Universiteit van Amsterdam ter gelegenheid van het 16e Lustrum der K.S.S.

Toen op 23 oktober 1941 het Amsterdamsch Studenten Corps werd opgeheven, verdween ook de K.S.S. tijdelijk van het toneel. In de loop van 1945 werd de vereniging weer actief, en in 1947 kreeg ze de beschikking over de schietbanen van Zeeburg, waar zij op 30 mei van dat jaar de Interacademiale organiseerde en won.
Op 30 december 1946 leverde de K.S.S. een erewacht bij het officiële bezoek van H.M. de Koningin aan Amsterdam. Mede als beloning voor het studentenverzet, werd het sindsdien traditie dat de K.S.S. bij een officieel bezoek van H.M. de Koningin aan Amsterdam een eerste Paleiswacht zou leveren. Vanzelfsprekend gaf de K.S.S. ook acte de présence bij de inhuldiging van H.M. Koningin Juliana in 1948.
De activiteiten van de K.S.S. na de oorlog bestaan uit: schietoefeningen op militaire schietterreinen; het leveren van erewachten (tot 1987 ook voor de 4 mei herdenkingen op de Dam); het onderhouden van contacten met militaire autoriteiten en het bezoeken van militaire objecten; het deelnemen aan oefeningen van het moederregiment, de 107ste afdeling veldartillerie (tegenwoordig de 14e afdeling); het vervullen van ceremoniële taken binnen het Amsterdamsch Studenten Corps en andere activiteiten.

### Eenentwintigste eeuw

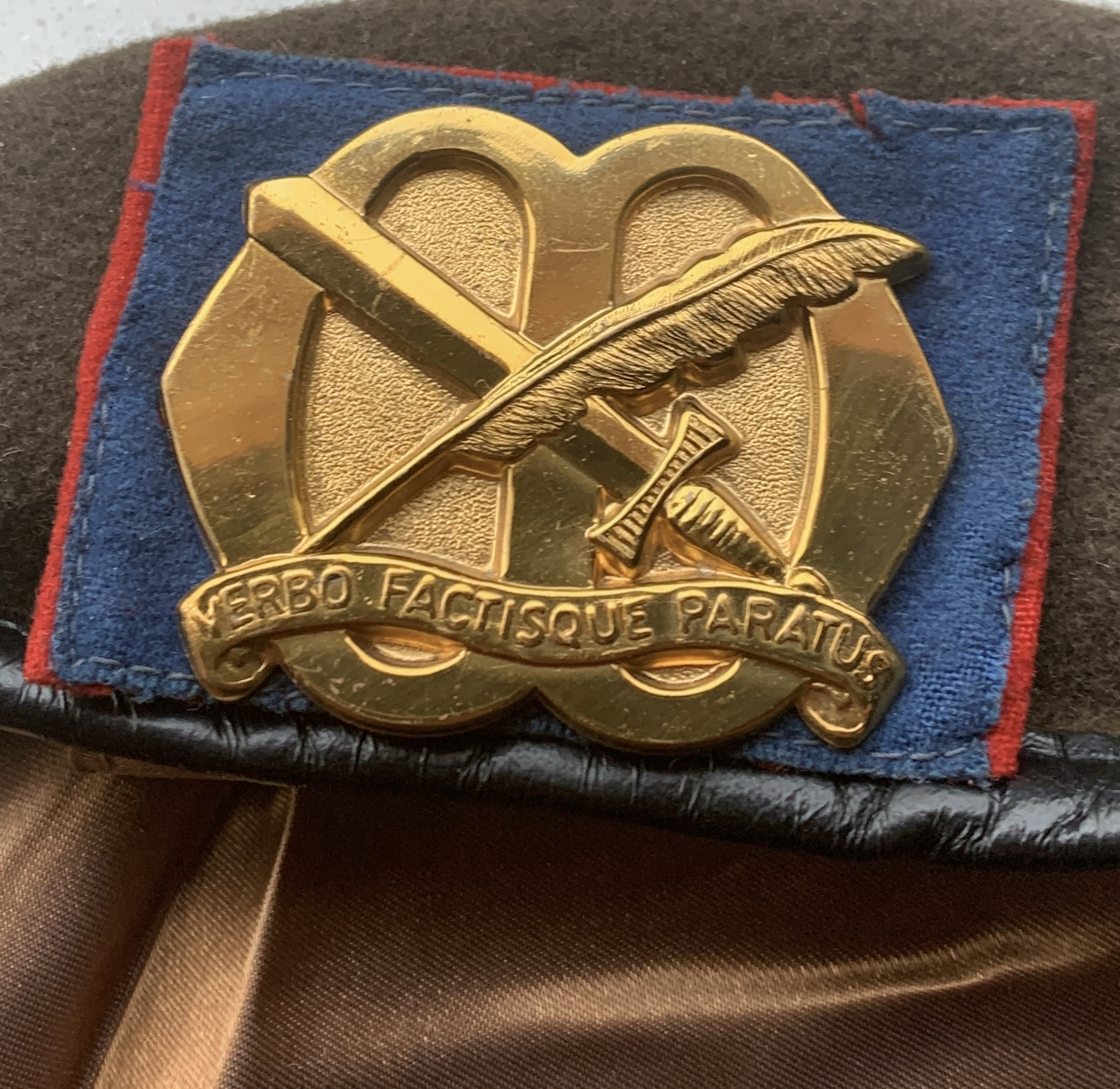
Het oorspronkelijke baretembleem van de Koninklijke Studenten Schietvereeniging. Het werd in de jaren '60 ontworpen door F.J.H.Th. (Frans) Smits (1915-2006) van het Kabinet van de Minister van Oorlog/Defensie.

De K.S.S. bestaat doorgaans uit circa 30 schutters, zijnde mannelijke leden van het A.S.C./A.V.S.V. In corporale kringen staat de K.S.S. heden ten dage nog bekend als een "aristocratisch clubje", dit wegens de komaf van vele K.S.S.-leden en de plekken die zij later in de maatschappij bereiken. Ook blijft van betekenis dat de K.S.S. één van de drie koninklijke studentenweerbaarheden is (van de drie is de K.S.S. de eerste Koninklijke der Weerbaarheden).
Het wapenarsenaal bestaat uit een aantal vuurwapens type Colt, de GLOCK 17, de Minimi en de MAG. Voor de ceremoniële gelegenheden wordt nog steeds het FAL-geweer gebruikt.
De laatste ceremoniële activiteiten waar de K.S.S. erewacht heeft gestaan zijn: Prinsjesdag 1999, 2000, 2001, 2009, 2010, 2013, 2015, 2016, 2018, 2023 en 2024; het koninklijk huwelijk tussen Z.M. Koning Willem-Alexander en H.M. Koningin Máxima (2002); de bijzetting van Z.K.H. Prins Claus (2002), de bijzetting van H.M. Koningin Juliana (2004), de Amsterdamse Veteranendag, de opening van de Hermitage (2009) en de inhuldiging van Z.M. Koning Willem-Alexander (2013).
Op 2 november 2018 vierde de K.S.S. haar 130-jarig 'Koninklijk' bestaan middels een militair-ceremonieel lustrumdefilé vanaf de Nieuwmarkt door de binnenstad van Amsterdam.

## Ceremonieel tenue

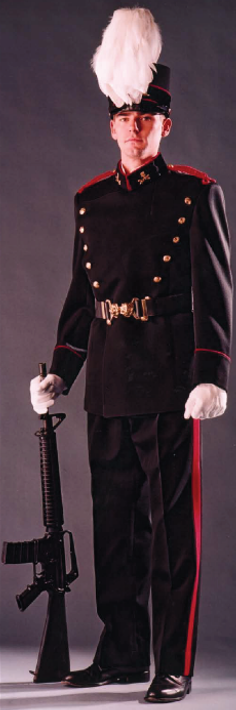
Het Ceremoniële Tenue van de Koninklijke Studenten Schietvereeniging.

Het ceremoniële tenue van de K.S.S. is gebaseerd op het ceremoniële tenue van het Korps Veldartillerie.

### Samenstelling
Hoofddeksel
Het hoofddeksel is een zwarte kepie dat met rode biezen is afgezet. De kepie is voorzien van een witte pluim.
Jas
De zwarte jas heeft twee rijen geel metalen knopen met links en rechts van de kraagsluiting het wapenembleem van de veldartillerie. Op de schouders zitten vispassanten gemaakt van roodkoord.
Broek
De broek heeft dezelfde zwarte kleur als de jas en is voorzien van een rode bies over de lengte.
Lederwerk
Over de jas wordt een lederen koppel gedragen met een goudkleurige gesp. De gesp is gemaakt in de vorm van twee leeuwenkoppen.
Schoeisel
De K.S.S.'ers dragen halfhoge, zwart lederen veterschoenen.
Bewapening
Het wapen dat de K.S.S.'ers bij zich dragen is het FAL-geweer (onklaar gemaakt).
Handschoenen
Eenieder draagt wit katoenen handschoenen.

### Detachementscommandant en overige Officieren der K.S.S.
Bestuurders van de K.S.S. zijn, evenals bestuurders van andere studentenweerbaarheden, voor hun termijn als bestuurder dragers van militaire rangen der officieren. Dit komt onder meer tot uiting in het CT van de K.S.S.
- De kepie is voor officieren voorzien van een extra gouden rand.
- Officieren dragen een oranje bandsjerp met twee kwasten die links voor de bies hangen, in plaats van de lederen koppel.
- Voor officieren zitten op de schouders vispassanten van goudkoord, in plaats van roodkoord.
- Officieren dragen een fourragère uitgevoerd in goud, waarbij de rang valt af te lezen aan het aantal kwasten.
- Officieren dragen zwart lederen bottines zonder hakbalsporen, in plaats van de halfhoge zwart leren veterschoenen.

De detachementscommandant draagt - anders dan de overige officieren en K.S.S.'ers - een wandelsabel (model KL M1912), in plaats van het FAL-geweer.

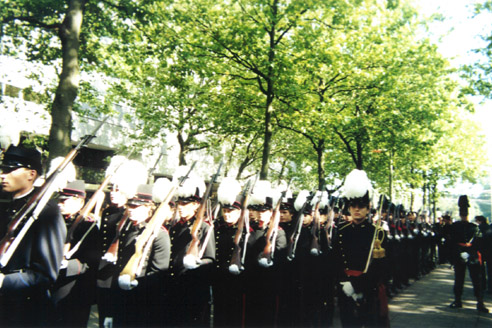
K.S.S. op Prinsjesdag 2000

## Interne structuur
Het Bestuur der K.S.S., dat wordt gevormd uit schutters van de K.S.S., bestaat heden ten dage uit de:
| Functie              | Officiersrang - Koninklijke Landmacht |
| -------------------- | ------------------------------------- |
| Praeses              | Eerste luitenant                      |
| Ab Actis             | Tweede luitenant                      |
| Quaestor             | Tweede luitenant                      |
| Commissaris schieten | Kornet                                |

Tijdens evenementen zoals Prinsjesdag is de Praeses of de Ab Actis in hoedanigheid van Vice-Praeses de detachementscommandant. Hij voert dan de bijbehorende sabelexercitie uit.

## Bekende (oud-)leden
- Pepijn Bierenbroodspot
- Henry Pierre Heineken
- Joseph Luns
- E.H.A. de Mol van Otterloo
- Willem Paul de Roever
- Willem van de Sande Bakhuyzen
- Edwin de Roy van Zuydewijn